# يوسف مريانة
يوسف مريانة مواليد 13 ماي 1974، هو لاعب كرة قدم مغربي سابق، كان يشغل مركز وسط ميدان.

## روابط خارجية
- يوسف مريانة على موقع قاعدة بيانات كرة القدم.إي يو (الإنجليزية)
- يوسف مريانة على موقع ناشيونال فوتبول تيمز (الإنجليزية)

- Fiche de Youssef Mariana sur National Football Teams